# Linha Cajueiro Seco–Cabo do Sistema de Trens Urbanos do Recife
A Linha Cajueiro Seco–Cabo  é uma das linhas do VLT do Recife.

## Histórico
Ligava originalmente as cidades de Recife e Maceió até que no ano de 1980 o transporte de passageiros deste ramal foi suprimido. Restou apenas os trens de subúrbio que ligavam a estação do Recife à do Cabo quando no ano de 1988 passou a ser administrado pela Metrorec. Após isso, o trecho foi desviado da Estação Cinco Pontas para a Estação Curado devido ao início das obras da Linha Sul do Metrô do Recife.

## Estações
| Nº | Estação             | Integração |
| -- | ------------------- | ---------- |
| 4  | Cajueiro Seco       | Metrô Sul  |
| 5  | Ângelo de Souza     |            |
| 6  | Pontezinha          |            |
| 7  | Ponte dos Carvalhos |            |
| 8  | Santo Inácio        |            |
| 9  | Cabo                |            |

## Curiosidades
A estação Cabo é uma das primeiras estações a ser construída no Brasil, inaugurada originalmente no dia 10 de Fevereiro de 1858 pela Estrada de Ferro Recife ao São Francisco, segunda ferrovia a ser fundada no Brasil.